# José Manuel Sánchez Fornet
José Manuel Sánchez Fornet (Sevilla, 1959) fue un histórico dirigente del sindicato mayoritario de la Policía Nacional (SUP), del que fue su secretario general desde el año 1992 hasta 2014. En la actualidad (febrero de 2019) lidera un proyecto ciudadano para combatir la corrupción.

## Biografía
Sánchez Fornet está casado y tiene dos hijos. Es toda una institución en la Policía española, no solo por su perenne voz crítica como secretario general del Sindicato Unificado de Policía, sino por haber reivindicado siempre la Policía Nacional fuese un cuerpo democrático y defensor de los derechos humanos.
En el año 1988 fue responsable del sindicato de Madrid. En 1989 secretario de organización nacional. Y en diciembre de 1992 fue elegido secretario general del SUP.
En 2017 declaró que el entonces Director de la Policía, Ignacio Cosidó, lo quiso convencer para que no denunciara el ático de Ignacio González.
Sánchez Fornet fallece en Sevilla el día 15 de marzo de 2024 a la edad de 65 años.

## Polémica
```
Es conocido por sus constantes declaraciones polémicas, sobre todo en medios públicos.
[
5
]
 Como cuando dijo que los 
guardias civiles
 de 
Alsasua
 estuvieron en aquel bar buscando ser agredidos para que les dieran una medalla. O como cuando acusó al gobierno de 
José María Aznar
 de vender armas y explosivos
[
6
]
 a la organización terrorista ETA.
[
7
]
```

En 2018 salió al paso en la defensa de los conocidos como La Manada, cuestionando la denuncia de la víctima y acusó a los jueces de ceder a la presión social.

## Trayectoria en la Policía Nacional
En julio del año 2013, la Dirección General de la Policía le sancionó con 45 días de empleo y sueldo por unas declaraciones que hizo en rueda de prensa sobre un presunto borrador policial que revelaba que Jordi Pujol, su mujer y dos de sus hijos ocultaban un patrimonio de 137 millones de euros en Suiza. Este borrador fue adelantado por el diario El Mundo.
Objetivo de ETA en cuatro ocasiones, ha sido uno de los agentes más expedientados de la Policía Nacional. La Dirección General de la Policía le ha abierto 11 expedientes. Los últimos tres, de 15, 20 y 45 días sin empleo y sueldo, están cumplidos y recurridos ante los tribunales. Ha tenido también 46 querellas y denuncias, de las que ha ganado 44, ha perdido una y otra está en plazo de recursos. Su nombre ha aparecido como objetivo de ETA en cuatro ocasiones: en la lista que tenían el comando Valencia en 1992, el comando Madrid en 1996, el comando Sevilla en 1998 y otra vez el comando Madrid en 2002.